# Gewone struikslak
De gewone struikslak (Fruticicola fruticum synoniem: Eulota fruticum) is een slakkensoort uit de familie van de Bradybaenidae. De wetenschappelijke naam van de soort is voor het eerst geldig gepubliceerd in 1774 door O.F. Müller.

## Kenmerken

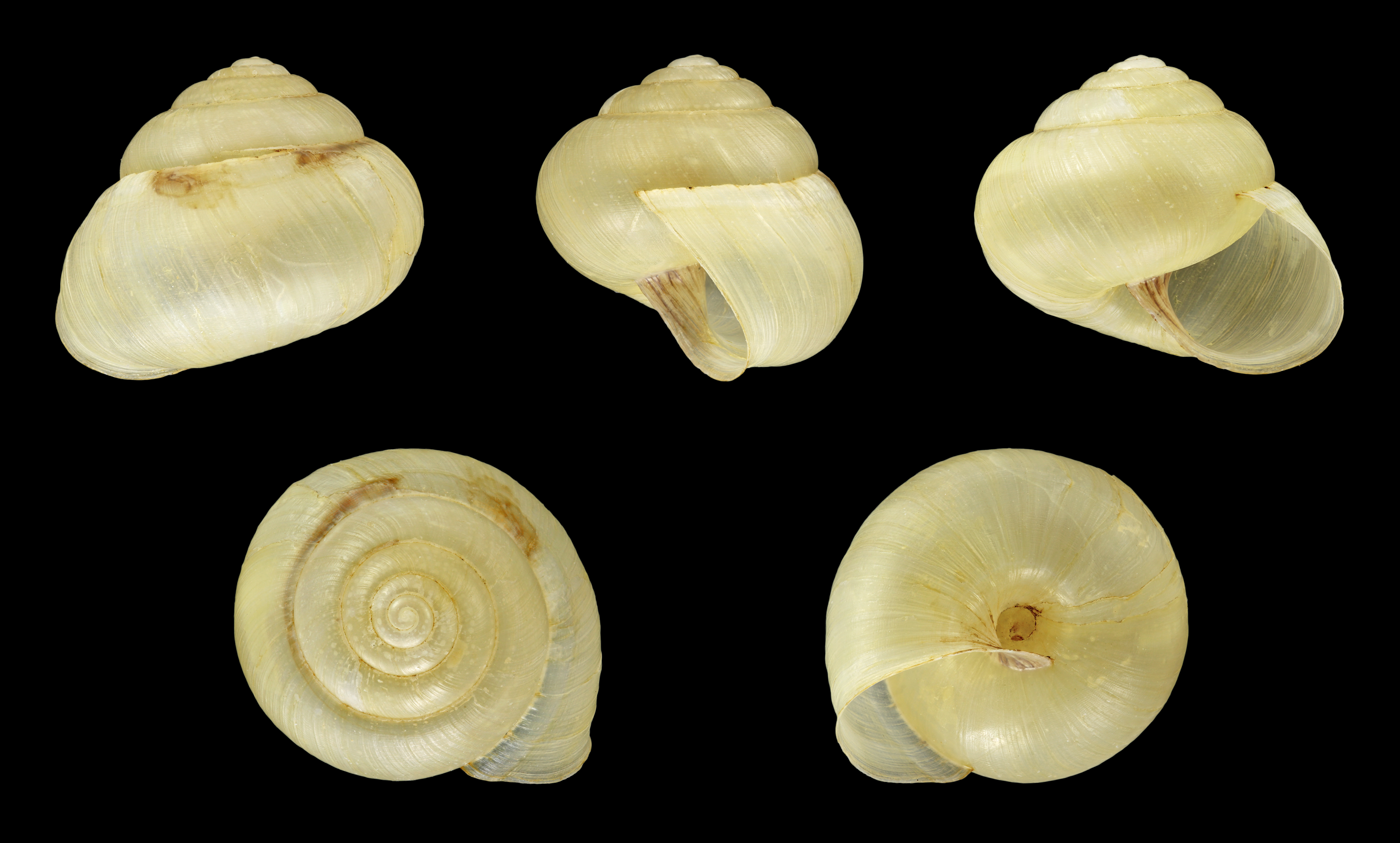

De grijze of roodgrijze schelp bevat een grote navel. De binnenzijde van de mondopening is wit. De lengte bedraagt 22 mm, de breedte 17 mm.